# Azuma Mayumi
Azuma Mayumi (Nhật: 東 まゆみ sinh ngày 24 tháng 4 năm 1975) là một nữ tác giả manga (mangaka) người Nhật Bản, nổi tiếng với loạt manga Elemental Gelade dài 18 tập đã được chuyển thể thành anime truyền hình dài 26 tập, cùng manga spin-off của nó là Elemental Gelade: Flag of Blue Sky. Bà cũng được biết đến là người đã thực hiện chuyển thể manga của trò chơi Star Ocean: The Second Story.
Trước khi bắt đầu sự nghiệp sáng tác manga, bà đã từng là trợ lý cho Amano Kozue, tác giả của Aria.

## Tác phẩm
- Manga
  - Enix
    - Night Walker! (ナイトウォーカー!) (1995–1996, Monthly Shōnen GagOh!)
    - Get! (GET!) (1999, Monthly Shōnen Gangan)
    - Vampire Savior: Tamashii no Mayoigo (ヴァンパイア セイヴァー 〜魂の迷い子〜) (1997–2001, Monthly Gangan WING)
    - Star Ocean: The Second Story (スターオーシャン セカンドストーリー) (1999–2001, Monthly Shōnen Gangan)

  - Mag Garden
    - Elemental Gelade (EREMENTAR GERAD) (2002–2009, Monthly Comic Blade)
    - Elemental Gelade: Flag of Blue Sky (EREMENTAR GERAD -蒼空の戦旗-) (2003–nay, Comic Blade Masamune)
    - Học viện ma quái (とらねこフォークロア Toraneko Folklore?, 2010–2013, Monthly Comic Blade, phát hành tiếng Việt bởi Vàng Anh Comics.[1])
    - Uchū Senkan Yamato Ni-ichi-kyū-kyū: Higan no Ēsu (宇宙戦艦ヤマト2199 緋眼のエース) (2013–nay, Monthly Comic Blade), manga spin-off của Uchū Senkan Yamato 2199
- Video game
  - Star Ocean: Blue Sphere (thiết kế nhân vật)